# Ludwig von Brenner
Ludwig von Brenner   (Leipzig, 19 de setembre de 1833 - Berlín, 9 de febrer de 1902) va ser un compositor i director d'orquestra alemany .
Va estudiar al conservatori de Leipzig, després va anar a Sant Petersburg per tocar a l'orquestra de la cort del tsar. El 1872 va tornar a Alemanya, dirigint una orquestra coneguda com lOrquestra Simfònica de Berlín abans d'establir la seva pròpia Neue Berliner Symphoniekapelle el 1876. El 1882 es va convertir en el primer director de la recentment creada Orquestra Filharmònica de Berlín, dirigint la seva Berlin concert de debut el 17 d'octubre d'aquell mateix any. Va continuar dirigint l'orquestra fins al 1884. Més tard va anar a Breslau, dirigint una orquestra successivament a Meyder. Va morir a Berlín.
Va ser especialment reconegut com a compositor de música sacra. Les seves obres inclouen quatre grans misses; 2 Te Deum; poemes simfònics, obertures i altres músiques orquestrals.